# Davy (cràter)
Davy és un petit cràter d'impacte lunar que es troba en l'extrem aquest de la Mare Nubium. Se superposa a les restes dels fluxos de lava del cràter Davy Y (amb prou feines perceptible actualment, amb un relleu mínim, però amb un diàmetre de 70 km, més del doble que el cràter principal), que conté a més una singular formació constituïda per una cadena de cràters de grandària decreixent designada Catena Davy, que avança des de l'interior de Davy Y cap a l'est. Al sud-est de Davy es troba el destacat cràter Alphonsus.
La vora exterior de Davy és baixa, i el sòl interior ha estat parcialment regenerat pel flux de lava. El perímetre és lleugerament poligonal, especialment al centre del seu costat oest. Cap al sud-est està envaït per Davy A, que amb aspecte de bol presenta una osca en el seu costat nord. L'interior de Davy manca d'un pic central, encara que presenta alguns monticles centrals baixos. El brocal de Davy Y forma un vorell baix, que aconsegueix l'exterior de Davy en el seu costat nord.

## Catena Davy
Aquesta cadena lineal de 23 petits cràters s'estén des del punt central de Davy Y cap a la conca emmurallada del cràter Ptolemeu, seguint un curs lleugerament corbat cap a l'est-nord-est. Està situada en les coordenades selenogràfiques 11.0 ° S de latitud - 7.0 ° O de longitud, i té una longitud de 50 km.

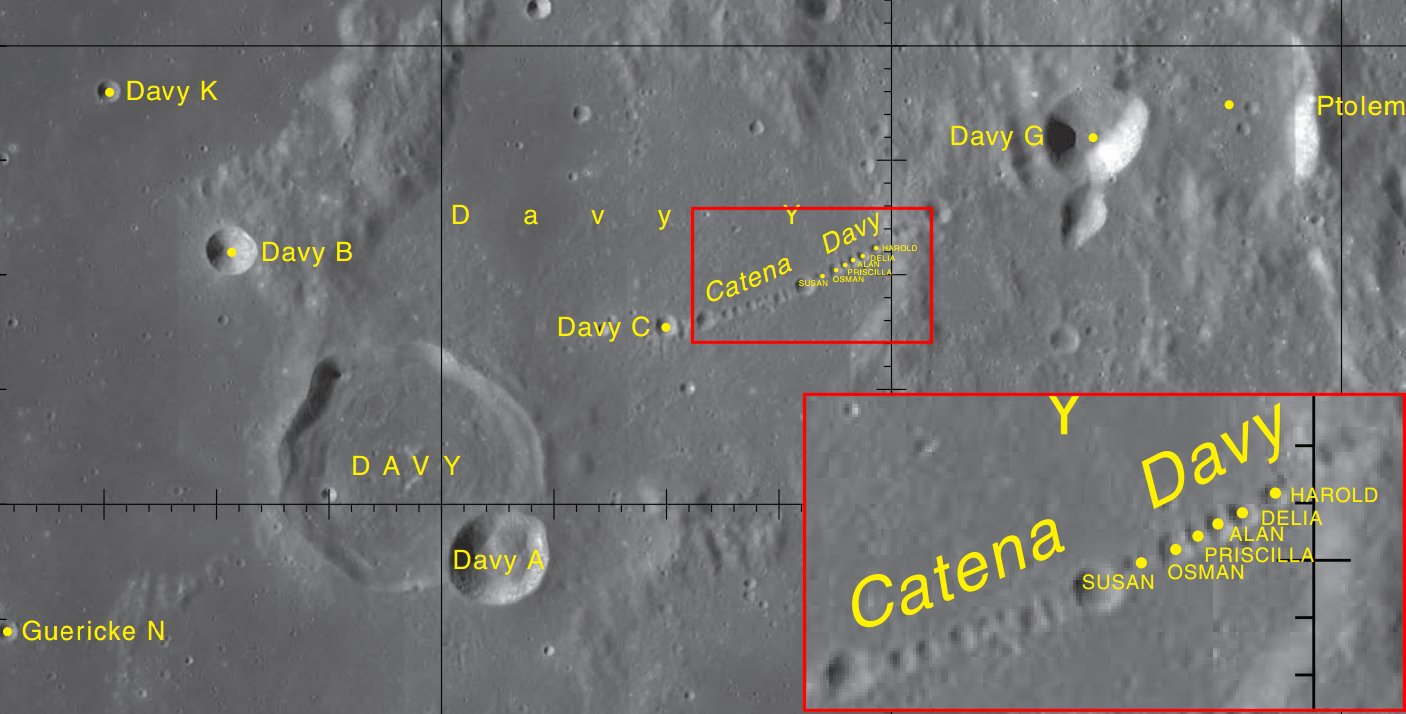
Detall de la Catena Davy (requadre ampliat en la cantonada inferior dreta)
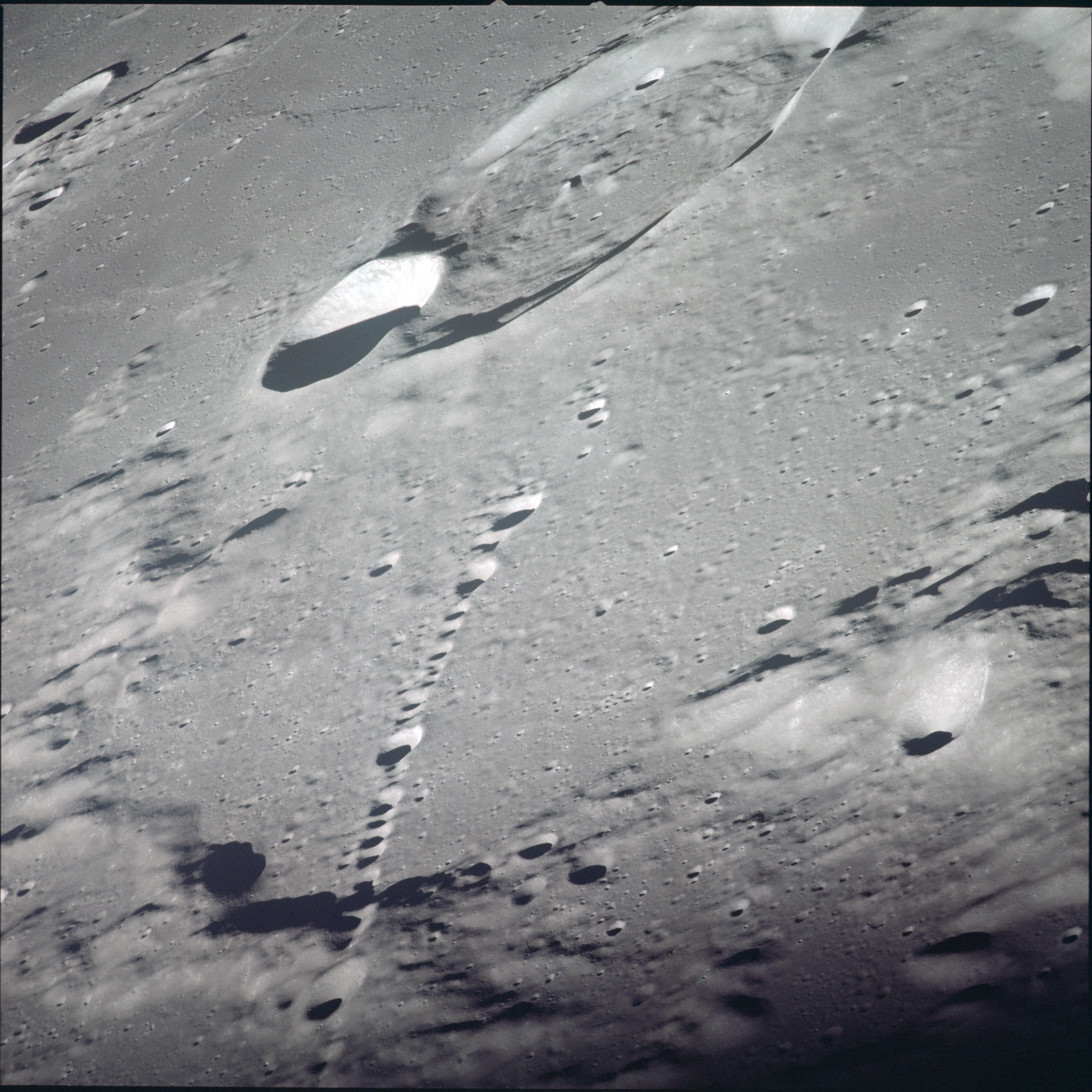
Fotografia de la missió Apol·lo 12
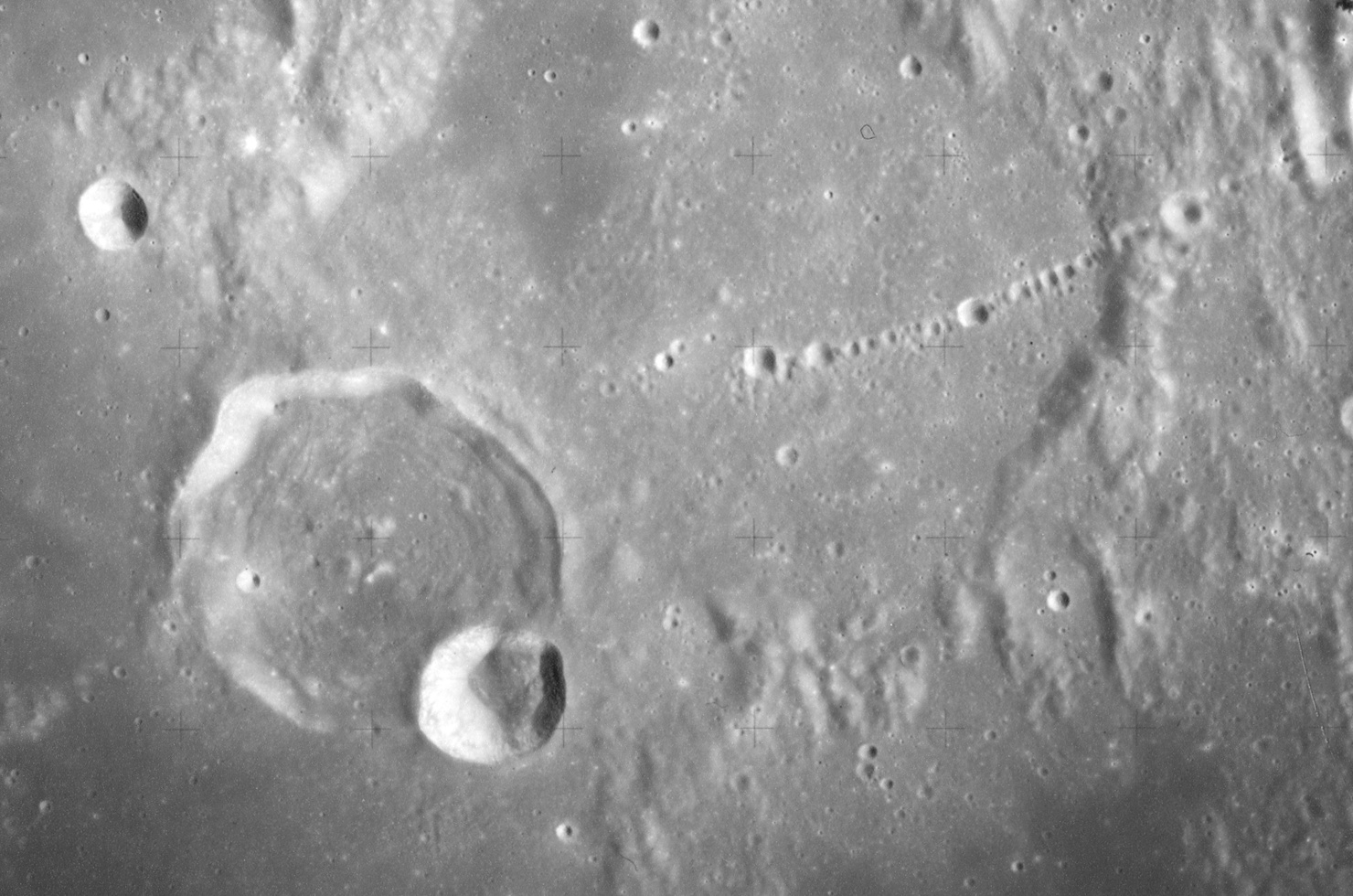
Fotografia de la missió Apol·lo 16

L'origen de la catena no sembla que sigui a causa de la formació de cràters secundaris, ja que no presenta una configuració radial respecte a cap cràter principal amb la configuració adequada. La causa més probable es creu que és deguda a un sol cos que es va desintegrar abans de l'impacte a causa dels efectes de la marea gravitatòria. Imatges d'alta resolució reforcen la idea que els cràters s'han format pràcticament alhora, no superposant-se amb cràters veïns. No obstant això, encara hi ha alguns científics que creuen que aquesta cadena de cràters pot tenir origen volcànic.
En 1974, sis dels cràters de la cadena van rebre noms "no oficials" per al seu ús en relació amb la Lunar Topophotomap 77D1S1(10) de la NASA. Aquests noms, que s'enumeren a continuació, van anar posteriorment adoptats per la UAI. Les seves posicions en la cadena no es distingeixen fàcilment sobre la base de les seves coordenades oficials, però estan ben identificats en el topophotomap.
| Cràter    | Coordenades                        | Diàmetre | Origen del nom         |
| --------- | ---------------------------------- | -------- | ---------------------- |
| Alan      | 10° 54′ S, 6° 06′ O / 10.9°S,6.1°O | 2.0 km   | Nom masculí irlandès   |
| Delia     | 10° 54′ S, 6° 06′ O / 10.9°S,6.1°O | 2.0 km   | Nom femení grec        |
| Harold    | 10° 54′ S, 6° 00′ O / 10.9°S,6.0°O | 2.0 km   | Nom masculí escandinau |
| Osman     | 11° 00′ S, 6° 12′ O / 11.0°S,6.2°O | 2.0 km   | Nom masculí turc       |
| Priscilla | 10° 54′ S, 6° 12′ O / 10.9°S,6.2°O | 1.8 km   | Nom femení llatí       |
| Susan     | 11° 00′ S, 6° 18′ O / 11.0°S,6.3°O | 1.0 km   | Nom femení anglès      |

## Cràters satèl·lit
Per convenció aquests elements són identificats en els mapes lunars posant la lletra en el costat del punt central del cràter que està més prop de Davy.
|      | \| Davy \| Coordenades \| Diàmetre \| \| ---- \| ---------------------------------- \| -------- \| \| A \| 12° 12′ S, 7° 42′ O / 12.2°S,7.7°O \| 15 km \| \| B \| 10° 48′ S, 8° 54′ O / 10.8°S,8.9°O \| 7 km \| \| C \| 11° 12′ S, 7° 00′ O / 11.2°S,7.0°O \| 3 km \| \| G \| 10° 24′ S, 5° 06′ O / 10.4°S,5.1°O \| 16 km \| \| K \| 10° 12′ S, 9° 30′ O / 10.2°S,9.5°O \| 3 km \| \| U \| 12° 54′ S, 7° 06′ O / 12.9°S,7.1°O \| 3 km \| \| Y \| 11° 00′ S, 7° 06′ O / 11.0°S,7.1°O \| 70 km \| |          |
| Davy | Coordenades | Diàmetre |
| A    | 12° 12′ S, 7° 42′ O / 12.2°S,7.7°O | 15 km    |
| B    | 10° 48′ S, 8° 54′ O / 10.8°S,8.9°O | 7 km     |
| C    | 11° 12′ S, 7° 00′ O / 11.2°S,7.0°O | 3 km     |
| G    | 10° 24′ S, 5° 06′ O / 10.4°S,5.1°O | 16 km    |
| K    | 10° 12′ S, 9° 30′ O / 10.2°S,9.5°O | 3 km     |
| U    | 12° 54′ S, 7° 06′ O / 12.9°S,7.1°O | 3 km     |
| Y    | 11° 00′ S, 7° 06′ O / 11.0°S,7.1°O | 70 km    |